# Сан-Паоло-фуори-ле-Мура
Базилика Святого Павла за городскими стенами (итал. Basilica di San Paolo fuori le mura). Полное название: Папская базилика Святого Павла за городскими стенами (Basilica Papale di San Paolo fuori le mura) — католический храм в Риме (Италия), третья из четырёх великих папских базилик (наряду с собором Святого Петра, собором Святого Иоанна Латеранского и базиликой Санта-Мария-Маджоре). Расположена примерно в 2 км от стен Аврелиана, в южной части Рима по Остийской дороге.
Входит в список семи паломнических базилик Рима. Базилика стоит на месте, которое традиция указывает как место захоронения святого апостола Павла. Мощи святого находятся под папским алтарем. По этой причине на протяжении веков базилика является местом паломничества христиан всего мира. С 1300 года, даты первого Священного года (del primo Anno Santo), базилика Сан-Паоло является одной из семи «остановок» (stazione) паломнического пути, и здесь отмечается обряд открытия Святых ворот (Porta Santa) в Юбилейные года Католической церкви.
Весь комплекс зданий пользуется преимуществом экстерриториальности Святого Престола, несмотря на то, что находится на территории Италии.
В 1980 году базилика Сан-Паоло-фуори-ле-Мура внесена в Список всемирного наследия ЮНЕСКО.

## История
Захоронение апостола Павла
Христианская традиция утверждает, что апостол Павел, благодаря вмешательству матроны Люцины, был похоронен на территории её собственности, находящейся в 3 км от места, известного как Acque Salvie («Сальвийские воды»), ныне именуемого аббатством Трёх источников, где был казнён апостол Павел 29 июня 67 года (или 65 года).
Первая базилика
Небольшая базилика на месте захоронения святого апостола Павла была заложена императором Константином Великим и освящена римским епископом Сильвестром I 18 ноября 324 года. От небольшой базилики с тремя нефами сохранилась только сторона апсиды, видимая ныне через стекло в полу крипты, рядом с саркофагом апостола Павла.
Базилика трёх императоров"
В 386 году императоры Феодосий I, Аркадий и Валентиниан II поручили строительство новой базилики архитектору Кириадесу, так как прежняя была слишком маленькой. Строительство базилики было завершено при императоре Гонории, согласно надписи на Триумфальной арке, названной в честь Галлы Плацидии, сестры императора, которая финансировала проект. Базилика была освящена папой Сирицием в 390 году. Новое здание имело пять нефов, 80 колонн. В V веке при святителе Льве I было продолжено строительство, включая мозаику, также была выполнена первая серия портретов пап на медальонах. Базилика в то время была больше собора Святого Петра в Ватикане. Поэт Пруденций в нескольких выразительных строках воспевал её великолепие.
При римском папе Григории I был построен главный алтарь, апсиду базилики перестраивали при папе Симмахе (498—514).
В 847 году базилика была разграблена сарацинскими пиратами, что побудило папу Иоанна VIII укрепить комплекс церковных построек, окружить его крепостной стеной с башнями, создав настоящий город, получивший название «Город Иоанна» (лат.  Johannipolis). Григорий VII, который был аббатом монастыря, подарил храму бронзовые двери византийской работы.
В XI веке храм дополнили кампанилой (колокольней) у северного нефа. В 1205—1240 годах был пристроен клуатр — монастырский двор в готическом стиле.
В интерьере над алтарём в 1285 году Арнольфо ди Камбио соорудил огромный шатровый киворий на четырёх порфировых колоннах.
Пожар 1823 года и восстановление храма
Базилика была единственная из всех церквей Рима, которая сохраняла свой первоначальный вид в течение 1435 лет. Однако в ночь с 15 на 16 июля 1823 года она была почти полностью уничтожена пожаром, который начался по неосторожности мастера, ремонтировавшего свинцовую крышу. Уцелели мозаика V века (заказ Галлы Плацидии) и киворий Арнольфо ди Камбио.
В 1825 году папа Лев XII обратился со призывом ко всем верующим для возведения новой базилики. Базилику нужно было перестроить таким же образом, повторно используя элементы, сохранившиеся от пожара. Архитекторы Джузеппе Валадье, Паскуале Белли и впоследствии Луиджи Полетти руководили работой до 1869 года. Малахит и лазурит для храма прислал российский император Николай I.
Квадрипортик (квадратный в плане западный атриум храма) имеющий длину 70 метров и состоящий из 150 колонн, спроектированный Полетти, был завершен Кальдерини. В центре двора была поставлена статуя апостола Павла работы Джузеппе Обичи (1807—1878).
Фасад украшен мозаикой, выполненной в период с 1854 по 1874 год по эскизам Агриколы и Консони. На ней изображены: пророк Исаия, Иеремия, Иезекииль и Даниил, а в центральной части — Агнец, окруженный четырьмя реками, символизирующими четыре Евангелия, и двенадцатью агнцами, представляющими двенадцать Апостолов. В верхней части изображен Иисус Христос между апостолами Петром и Павлом.
Повторное освящение храма состоялось в 1854 году.
Во время подземных толчков 30 октября 2016 года здание собора пострадало, по стенам пошли трещины, и храм на время был закрыт для верующих.

## Интерьер базилики
Базилика Сан-Паоло-фуори-ле-Мура представляет собой пятинефный храм с коротким трансептом, смещённым к алтарю, одной полукруглой в плане апсидой, предваряемой огромной триумфальной аркой, опирающейся на две гранитных колонны 14 метров высотой каждая. Центральный неф отделён от боковых сорока колоннами коринфского ордера из каррарского мрамора. В южном боковом нефе экспонируется деревянный макет, показывающий, какой была базилика до пожара 1823 года и какие части были добавлены к старому зданию. Проект в масштабе 1:50 создал Л. Полетти. Макет выполнен в 1844 году.
Над аркадами центрального, боковых нефов и трансепта тянется фриз, на котором расположены круглые медальоны с портретами всех римских пап от святого апостола Петра до последних понтификов. Выполненные в технике мозаики на золотом фоне, они были начаты в 1847 году, но продолжают традицию первого храма. Луч прожектора освещает днём и ночью медальон с действующим Папой. До пожара в медальонах располагались фрески. Небольшая часть уцелевших фресок хранится в музее при базилике. Несколько медальонов остаются пустыми для будущих изображений. Легенда гласит, что, когда пустых медальонов не останется и последний Папа умрёт, настанет конец света.
Выше фриза, в межоконных простенках главного нефа и трансепта, расположены 36 картин в технике фресковой росписи, представляющих сцены из жизни святого апостола Павла по книге Деяний Святых апостолов. Фрески созданы по заказу Папы Пия IX в 1857—1860 годах большой группой художников. В ходе археологических исследований, постоянно проводимых с первой половины XIX века до наших дней, было обнаружено более 1700 табличек с надписями, которые отмечали имена христианских мучеников (лишь небольшую часть) более чем 5000 захоронений, всё ещё находящихся под полом базилики.
На стенах боковых нефов имеются ниши, в которых расположены статуи десяти апостолов (по пять с каждой стороны). Статуи святых Петра и Павла помещены отдельно на пьедесталах по сторонам триумфальной арки главного нефа. С внутренней стороны западной стены на месте Святых ворот находятся сохранившиеся от старой базилики уникальные византийские двери 1070 года работы мастера Теодора, вывезенные из Константинополя. Деревянные двери обиты железом и медью, и оформлены 54 панелями из гравированных медных пластин с серебряной насечкой. На панелях — изображения Христологического цикла, а также сцены из жизни и мученической смерти святых апостолов с надписями по-гречески. Часть пластин значительно пострадала от пожара, реставрация проводилась в 1965—1966 годах.
Арка Галлы Плацидии
Триумфальная арка, предваряющая алтарное пространство, украшена мозаикой. Её называют мозаикой Галлы Плацидии, дочери римского императора Феодосия Великого. Однако выполнена мозаика позднее, в годы понтификата Льва I Великого, в 440—461 годах (с изменениями и дополнениями в VIII и IX веках). После пожара 1823 года старая мозаика была отсоединена от основы, подвергнута реставрации и поставлена на новую арку. На арке помещены две надписи (предположительно сочинённые Галлой Плацидией и воспроизведённые во время реконструкции XIX века). Первая: «Teodosius cepit perfecit Onorius aulam doctoris mundi sacratam corpore Pauli» (Феодосий начал, Гонорий завершил этот храм, освящённый святым телом Павла, учителем мира), вторая: «Placidiae pia mens operis decus homne paterni caudet pontificis studio splendere Leone» (Благочестивый ум Плацидии радуется приличию работы своего отца во всём великолепии благодаря заботе понтифика Льва).
В центре композиции, над аркой, изображен Христос Вседержитель в круглом медальоне- мандорле в сиянии лучей. По сторонам, среди красных и зелёных облаков золотого неба, изображены четыре символа евангелистов: бык Луки и ангел Матфея слева; орёл Иоанна и лев Марка справа, двадцать четыре старца апокалипсиса. Ниже, на тёмно-синем фоне, изображены фигуры Святого Павла (слева) и Святого Петра (справа).
В центральном нефе, по сторонам лестницы, ведущей к пресвитерию, высятся две большие статуи, изображающие Святого Петра работы Сальваторе Равелли и Святого Павла работы Иньяцио Джакометти.
Над алтарём в новой апсиде установлен сохранившийся от старой базилики мраморный готический киворий на четырёх порфировых колоннах работы Арнольфо ди Камбио, созданный по приказу аббата Бартоломео в 1285 году.
Мозаика апсиды
Мозаика конхи апсиды создана в 1220—1227 годах во время понтификата Гонория III с привлечением мастеров, которые работали над мозаиками собора Сан-Марко в Венеции. В центре изображена фигура Христа-Искупителя (Cristo del Redentore), восседающего на троне с раскрытым Евангелием в левой руке и благословляющего правой. У Его ног маленькая коленопреклонённая фигурка Папы Гонория III, заказчика мозаики. По сторонам — две пальмы (символ Рая), фигуры святых Петра, Павла, Андрея и Луки.
В центре нижнего регистра — Этимасия: крест на престоле, символ ожидания Второго пришествия Иисуса Христа. По сторонам — ангелы, райский сад, десять из двенадцати апостолов. У подножия креста, также меньшего размера, представлены: Папа Николай III, при рождении Джованни Гаэтано Орсини и бывший аббат монастыря Сан-Паоло-фуори-ле-Мура, монах Ардинольфо и Пять Святых Невинных (Cinque Santi Innocenti), мощи которых находились в базилике Сан-Паоло, пока они не были перенесены в церковь Санта-Мария-Маджоре по приказу Папы Сикста V.
Пасхальный канделябр
По правую сторону от алтаря, на амвоне высится Пасхальный канделябр — уникальное произведение романского искусства. Работа мастеров Никола де Анджело и Пьетро Вассаллетто (около 1170 года). Подобно колонне, высеченный из мрамора монумент высотой 5, 6 м, сплошь покрыт рельефами, разделёнными на шесть ярусов. Такие монументальные канделябры имели вотивное значение, их посвящали в храмы по случаю праздника христианской пасхи и использовали в субботней литургии начиная с X века.
На базе колонны — горельефные изображения женских полуфигур и симметрично-удвоенных (симультанных) миксантропических (смешанных) существ, напоминающих сфинксов: с телом льва и головами (попеременно) человека и барана. В. Г. Власов, опираясь на исследования Дж. Фергюсона, Дж. А. Холла и, в особенности, К. Леви-Стросса о симультанных (симметрично развёрнутых изображениях) интерпретировал повторяющиеся женские фигуры между львами в качестве «вавилонских блудниц».
В верхней части канделябра располагаются сцены Христологического цикла от Рождества до «Распятия с двумя разбойниками». Особенно примечательная сцена Распятия («Три креста») с иконографией, характерной для раннехристианского и романского искусства. Она близка по композиции аналогичным рельефам на северных дверях церкви Санта-Сабина в Риме и на одном из столпов алтарного кивория собора Сан-Марко в Венеции.
В «рукавах» трансепта базилики располагаются капеллы, содержащие многие произведения искусства: Капелла Св. Стефана, Св. Лаврентия, Святого Причастия, Св. Бенедикта. Пол базилики включает мрамор, частично сохранившийся от старого храма. Кессонированный подшивной потолок с позолоченным орнаментом украшен гербами римских пап, принимавших участие в строительстве и воссоздании базилики. Арочные окна боковых нефов по итальянской традиции забраны тонкими пластинами слегка просвечивающего алебастра — подарок египетского короля Ахмеда Фуада I.
Орган
Главный орган работы Фаринати (Farinati) был подарен базилике римским папой Львом XIII в 1885 году, и за сто лет его неоднократно реконструировали. Последнюю реставрацию провела в 1993—1995 годах римская фирма Стефано Букколини (Stefano Buccolini), которая и продолжает обслуживать орган. В частности, система подачи воздуха была заменена с пневматической на электрическую. Инструмент имеет 48 регистров, 2 мануала по 61 клавише и ножную клавиатуру на 32 клавиши. Дата постройки — 1883 год. Орган установлен в левой апсиде.
Археологическая зона
К сакристии примыкает помещение небольшой Картинной галереи, а с южной стороны открыта для обозрения археологическая зона: результаты раскопок прежних фундаментов «первой» и «второй» базилик. Во время раскопок, проводимых в 2008—2009 годах для строительства нового служебного здания, на территории сада аббатства был обнаружен комплекс раннесредневековых построек. Благодаря сотрудничеству различных учреждений: Папского института христианской археологии (Pontificio Istituto di Archeologia Cristiana) и Школы специализации архитектурного и ландшафтного наследия университета Сапиенца (Scuola di Specializzazione in Beni architettonici e del paesaggio della Sapienza) 1 июля 2013 года была открыта для осмотра «археологическая зона», включающая остатки античного портика (porticus sancti Pauli), оформлявшего путь от города к захоронению Св. Павла, фундаменты построек монастыря Святого Стефана, возможно входившего в комплекс Иоанниполиса, фундаменты и остатки строительного оборудования «города мастеров»: ёмкостей для приготовления раствора, заготовок мрамора, готового к обжигу для получения извести.

## Обнаружение останков апостола Павла
Саркофаг с мощами св. апостола Павла хранился в крипте базилики. После пожара 1823 года саркофаг оказался погребён под застывшим слоем расплавленных камней и металла. Долгое время не предпринималось попыток извлечь ковчег, лишь в 2005 году начались раскопки, в результате которых саркофаг был обнаружен и извлечён.
С 2006 года «крипта Константина» открыта для обозрения под главным алтарём храма. Под стеклянным покрытием пола виден уровень первой церкви. На 1,37 метра ниже алтаря находится мраморное надгробие (2,12 м на 1,27 м), на одной стороне которого имеется одно круглое и два квадратных отверстия и выгравирована латинская надпись: «PAULO APOSTOLOMART» (Павел Апостоломученик). Под надгробием был найден саркофаг.
В день памяти апостола Павла 29 июня 2009 года папа римский Бенедикт XVI рассказал, что впервые в истории было проведено научное исследование ковчега, находящегося под алтарём храма. По словам папы были обнаружены «…мельчайшие фрагменты костей, которые были подвергнуты исследованию с использованием углерода-14 экспертами, не знавшими об их происхождении. Согласно результатам, они принадлежат человеку, жившему между I и II веком». «Это, похоже, подтверждает единодушную и бесспорную традицию, согласно которой речь идёт об останках апостола Павла», — заявил понтифик на церемонии по случаю завершения торжеств, связанных с 2000-летием святого Павла. Вскрывать древнюю находку долго не решались. Ковчег пытались просветить рентгеновскими лучами, но камень оказался слишком толстым. «В саркофаге, никогда ранее не открывавшемся на протяжении веков, было проделано малейшее отверстие для введения зонда, посредством которого были обнаружены следы драгоценной льняной ткани, окрашенной в пурпурный цвет, пластина из чистого золота и ткань голубого цвета с волокнами льна. Было обнаружено присутствие красного ладана, а также белковых и известковых соединений». Понтифик пообещал, что, когда учёные закончат исследования, ковчег с мощами будет доступен для поклонения.

## Архипресвитеры базилики
- кардинал Андреа Кордеро Ланца ди Монтедземоло — (31 мая 2005 — 3 июля 2009);
- кардинал Франческо Монтеризи — (3 июля 2009 — 23 ноября 2012);
- кардинал Джеймс Майкл Харви — (23 ноября 2012 — н. в.).

## Галерея
- Базилика Сан-Паоло-фуори-ле-Мура с берега Тибра. Гравюра Дж. Вази. 1754
- Вид базилики после пожара 1823 года. Офорт Л. Россини
- Арка Галлы Плацидии
- Трансепт и апсида
- Мозаика конхи апсиды
- Пасхальный канделябр. Фотография 1895 г.
- Пасхальный канделябр. Вавилонская блудница
- Пасхальный канделябр. Деталь. Распятие
- Кьостро
- Археологическая зона